# Lüzhu

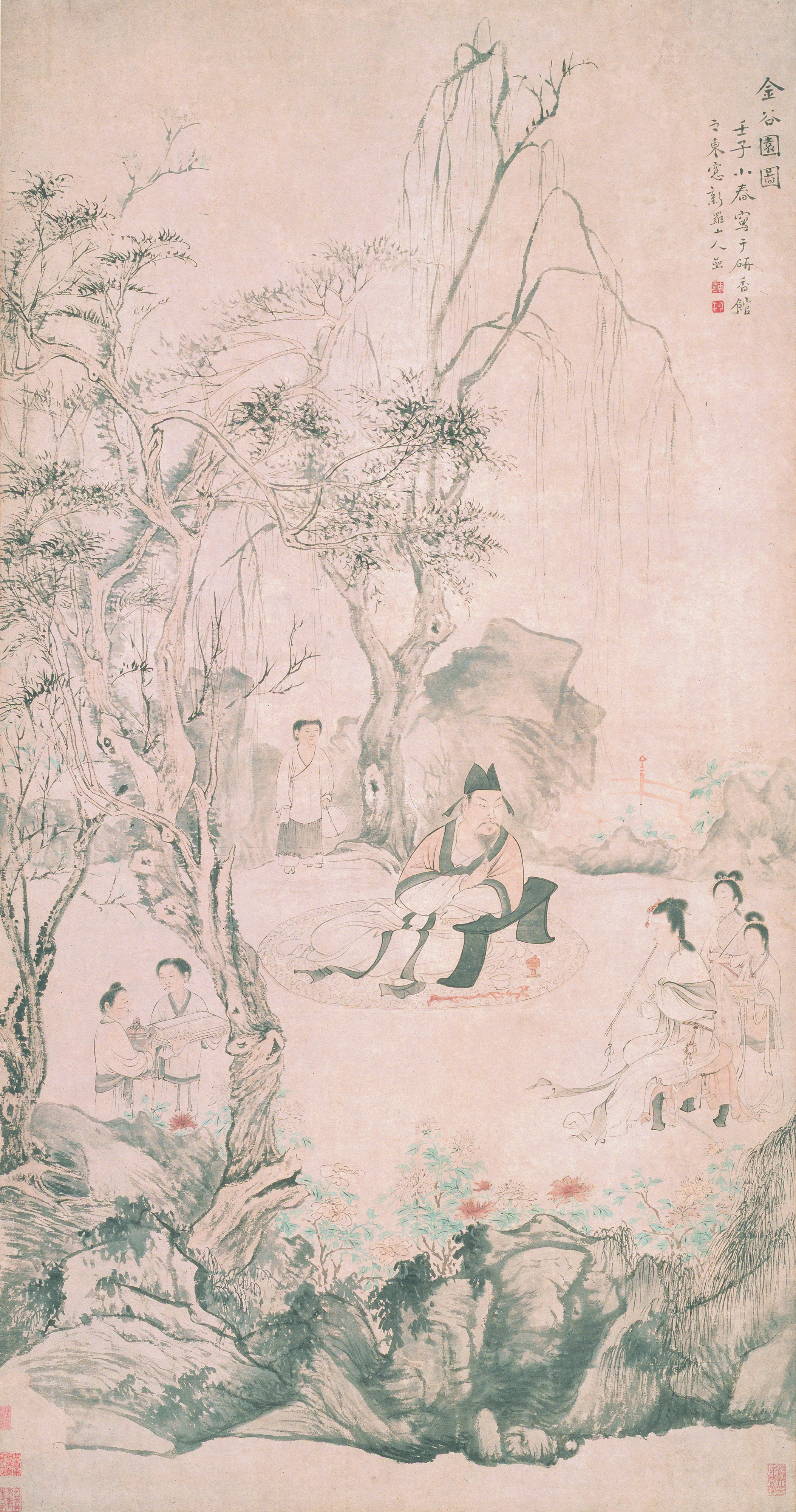
Het schilderij Golden Valley Garden door Hua Yan, 1732, met een afbeelding van Shi Chong die luistert naar de muziek van Lüzhu, Shanghai Museum

Lüzhu, (Chinees: 绿珠) (ca. 250-300) is geboren in Luluo (Shuangfeng), Bobai county (Yulin) in de Guangxi provincie in China en was een Chinese danseres, zangeres en componist. Ze werd gekocht als concubine door Shi Chong (石崇, 249-300), een ambtenaar van keizer Sima Yan.

## Leven
Ze werd beroemd om haar kunstenaarschap en schoonheid, ze vermaakte de gasten als zangeres, fluitiste en danseres. Ze componeerde ook muziek en maakte liedjes van poëzie door er muziek voor te componeren. De beroemde compositie Aonao qu is zowel aan haar als aan Shi Chong toegeschreven. Toen generaal Sun Xiu (孫秀) haar wilde kopen, weigerde Shi Chong haar te verkopen. Hierop stuurde Xiu troepen naar het huis van Shi Chong en werd hij en zijn familie vervolgens gedood, Lüzhu pleegde op hetzelfde tijdstip zelfmoord door van een gebouw te springen.
Lüzhu wordt afgebeeld in de Wu Shuang Pu door Jin Guliang.